# Eustrotia wiskotti
Eustrotia wiskotti är en fjärilsart som beskrevs av Otto Staudinger 1888. Eustrotia wiskotti ingår i släktet Eustrotia och familjen nattflyn. Inga underarter finns listade i Catalogue of Life.